# IV liga polska w piłce nożnej (grupa śląska)
IV liga, grupa śląska — jedna z 16 grup IV ligi, która obejmuje teren województwa śląskiego, stanowiącej piąty szczebel rozgrywkowy (między III ligą a V ligą) systemu ligowego polskiej piłki nożnej. Organizatorem rozgrywek jest Śląski Związek Piłki Nożnej.
Grupa powstała w 2024 roku w wyniku połączenia obu grup śląskich IV ligi (grupy śląskiej I i grupy śląskiej II), wraz z utworzeniem dwóch grup V ligi jako odrębnego szczebla rozgrywkowego pomiędzy IV ligą a klasą okręgową.

## Format
W premierowym sezonie 2024/2025 do rozgrywek w ramach jedynej grupy śląskiej przystąpiło 20 drużyn, jednak po rundzie jesiennej w związku z wycofaniem się GKS-u II Tychy liczba drużyn spadła do 19. W premierowym sezonie spadły 4 drużyny (nie licząc rezerw GKS-u Tychy), natomiast 15. drużyna rozegrała baraże o utrzymanie. Od sezonu 2025/2026 grupa liczy 18 drużyn.
Mistrz grupy awansuje do III ligi, gr. III, natomiast wicemistrz rozgrywa dwustopniowe baraże z wicemistrzami grup dolnośląskiej, lubuskiej i opolskiej o awans do III ligi. Najsłabsze zespoły zostaną relegowane do odpowiedniej terytorialnie V ligi.

## Sezon 2024/2025

### Tabela
| Lp. | Drużyna                           | M  | Z  | R  | P  | Bramki | Bramki | Różn. | Pkt | Uwagi                                | Bezpośrednio |
| --- | --------------------------------- | -- | -- | -- | -- | ------ | ------ | ----- | --- | ------------------------------------ | ------------ |
| 1   | Sparta Katowice (M) (A)           | 36 | 25 | 5  | 6  | 77     | 34     | +43   | 80  | Awans do III ligi                    |              |
| 2   | Raków II Częstochowa (B)          | 36 | 23 | 2  | 11 | 100    | 63     | +37   | 71  | Baraże o III ligę                    |              |
| 3   | Drama Zbrosławice                 | 36 | 19 | 7  | 10 | 78     | 58     | +20   | 64  |                                      |              |
| 4   | Ruch Radzionków                   | 36 | 18 | 9  | 9  | 71     | 54     | +17   | 63  |                                      |              |
| 5   | ROW 1964 Rybnik                   | 36 | 18 | 5  | 13 | 73     | 60     | +13   | 59  | ROW – LBE 2:1 LBE – ROW 0:1          |              |
| 6   | LKS Bełk                          | 36 | 17 | 8  | 11 | 65     | 60     | +5    | 59  | ROW – LBE 2:1 LBE – ROW 0:1          |              |
| 7   | Rozwój Katowice                   | 36 | 15 | 9  | 12 | 68     | 68     | 0     | 54  | ROZ – PI2 1:0 PI2 – ROZ 3:3          |              |
| 8   | Piast II Gliwice                  | 36 | 14 | 12 | 10 | 62     | 52     | +10   | 54  | ROZ – PI2 1:0 PI2 – ROZ 3:3          |              |
| 9   | Victoria Częstochowa              | 36 | 16 | 5  | 15 | 52     | 47     | +5    | 53  |                                      |              |
| 10  | Gwarek Tarnowskie Góry            | 36 | 13 | 11 | 12 | 58     | 64     | −6    | 50  |                                      |              |
| 11  | Spójnia Landek                    | 36 | 15 | 4  | 17 | 59     | 63     | −4    | 49  | SPL – KUŹ 2:0 KUŹ – SPL 0:2          |              |
| 12  | Kuźnia Ustroń                     | 36 | 15 | 4  | 17 | 53     | 59     | −6    | 49  | SPL – KUŹ 2:0 KUŹ – SPL 0:2          |              |
| 13  | Przemsza Siewierz                 | 36 | 15 | 3  | 18 | 73     | 68     | +5    | 48  |                                      |              |
| 14  | Polonia Łaziska Górne             | 36 | 13 | 7  | 16 | 51     | 60     | −9    | 46  |                                      |              |
| 15  | Odra Wodzisław Śląski2 (B)        | 36 | 12 | 7  | 17 | 64     | 69     | −5    | 43  | Baraże o utrzymanie Drużyna wycofana |              |
| 16  | Gwarek Ornontowice (S)            | 36 | 12 | 5  | 19 | 44     | 62     | −18   | 41  | Spadek do V ligi                     |              |
| 17  | Podbeskidzie II Bielsko-Biała (S) | 36 | 10 | 7  | 19 | 53     | 81     | −28   | 37  | Spadek do V ligi                     |              |
| 18  | Unia Dąbrowa Górnicza (S)         | 36 | 7  | 4  | 25 | 31     | 70     | −39   | 25  | Spadek do V ligi                     |              |
| 19  | Rekord II Bielsko-Biała (S)       | 36 | 5  | 6  | 25 | 41     | 81     | −40   | 21  | Spadek do V ligi                     |              |
| -   | GKS II Tychy1                     | 0  | 0  | 0  | 0  | 0      | 0      | 0     | 0   | Drużyna wycofana                     |              |

### Baraże o utrzymanie
W barażach o utrzymanie uczestniczyły 3 drużyny: 15. zespół IV ligi oraz wicemistrzowie V ligi. W I rundzie zmierzyły się drużyny z V ligi a zwycięzca awansował do II rundy, gdzie zmierzył się z drużyną z IV ligi. Zwycięzca II rundy uzyskał prawo do gry w IV lidze w następnym sezonie.

#### I runda
| 18 czerwca 2025 | Znicz Kłobuck | 2:2 k. 5:4 | MRKS Czechowice-Dziedzice |  |
| 17:30           |               |            |                           |  |

#### II runda
| 21 czerwca 2025 | Odra Wodzisław Śląski | 0:2 | Znicz Kłobuck |  |
| 17:00           |                       |     |               |  |